# Liste der Naturdenkmale in Weingarten (Baden)
| Naturdenkmale | Anzahl |
| ------------- | ------ |
| FND           | 5      |
| END           | 2      |
| Gesamt        | 7      |

Die Liste der Naturdenkmale in Weingarten nennt die verordneten Naturdenkmale (ND) der im baden-württembergischen Landkreis Karlsruhe liegenden Gemeinde Weingarten. In Weingarten gibt es insgesamt sieben als Naturdenkmal geschützte Objekte, davon fünf flächenhafte Naturdenkmale (FND) und zwei Einzelgebilde-Naturdenkmale (END).
Stand: 13. November 2016.

## Flächenhafte Naturdenkmale (FND)
| Name                             | Bild | Kennung     | Einzelheiten | Position | Fläche Hektar | Datum         |
| -------------------------------- | ---- | ----------- | ------------ | -------- | ------------- | ------------- |
| Bockshäldenhohl ("Boxellenhohl") | BW   | 82150900003 | Weingarten   | ⊙        | 0,7           | 9. Dez. 1987  |
| Husarenberg                      |      | 82150900006 | Weingarten   | ⊙        | 1,1           | 29. Juni 2004 |
| Steinbruch Mauertal              |      | 82150900008 | Weingarten   | ⊙        | 0,5           | 29. Juni 2004 |
| Steinbruch Sohl                  |      | 82150900007 | Weingarten   | ⊙        | 0,5           | 29. Juni 2004 |
| Steppenheide am Bittberg         |      | 82150900002 | Weingarten   | ⊙        | 0,5           | 9. März 1987  |
| Legende für Naturdenkmal         |      |             |              |          |               |               |

## Einzelgebilde (END)
| Name                            | Bild | Kennung     | Einzelheiten | Position | Fläche Hektar | Datum         |
| ------------------------------- | ---- | ----------- | ------------ | -------- | ------------- | ------------- |
| Birnbaum Häcker                 |      | 82150900005 | Weingarten   | ⊙        | 0,0           | 29. Dez. 2000 |
| 2 Linden mit Sallenbuschbrunnen |      | 82150900001 | Weingarten   | ⊙        | 0,0           | 9. März 1987  |
| Legende für Naturdenkmal        |      |             |              |          |               |               |